# Chrysocharis moravica
Chrysocharis moravica är en stekelart som först beskrevs av Malac 1943.  Chrysocharis moravica ingår i släktet Chrysocharis och familjen finglanssteklar. Inga underarter finns listade i Catalogue of Life.